# Chiu Chiu
Chiu Chiu, también conocida como San Francisco de Chiu Chiu, es un pueblo ubicado en la Región de Antofagasta (Chile), a 30 km al este de la ciudad de Calama y a 2525 m s. n. m. Está situado en un oasis que en la época prehispánica tenía una gran concentración de población atacameña y fue parte del camino del inca. Fue conquistada y evangelizada por los españoles, quienes fundaron el actual pueblo cerca de donde estaban los indígenas y lo llamaron «Atacama La Chica».
A fines del siglo XIX, los alrededores del caserío fueron escenario de varios combates y escaramuzas entre el ejército de Chile y los guerrilleros bolivianos durante la Guerra del Pacífico.
Este pueblo alberga un Monumento Nacional: la Iglesia de San Francisco, la más antigua que se conserva en Chile, construida en 1540. Su estructura es de adobe, y el techo es de madera de cactus. Dentro de esta iglesia destacan varios objetos: un cuadro de la Pasión de Cristo pintado por sus dos caras y una cruz con brazos abatibles para poder transportarla. Tiene una fiesta patronal que se lleva a cabo anualmente cada 4 de octubre.
Además, destaca su gastronomía, basada en los propios productos de la zona (acelgas, maíz y zanahorias, entre otros productos). Los platos típicos son la patasca (un guiso a base de maíz, papas, vegetales y carne), asado de carne de llamo y truchas de río.

## Historia

### Época hispánica

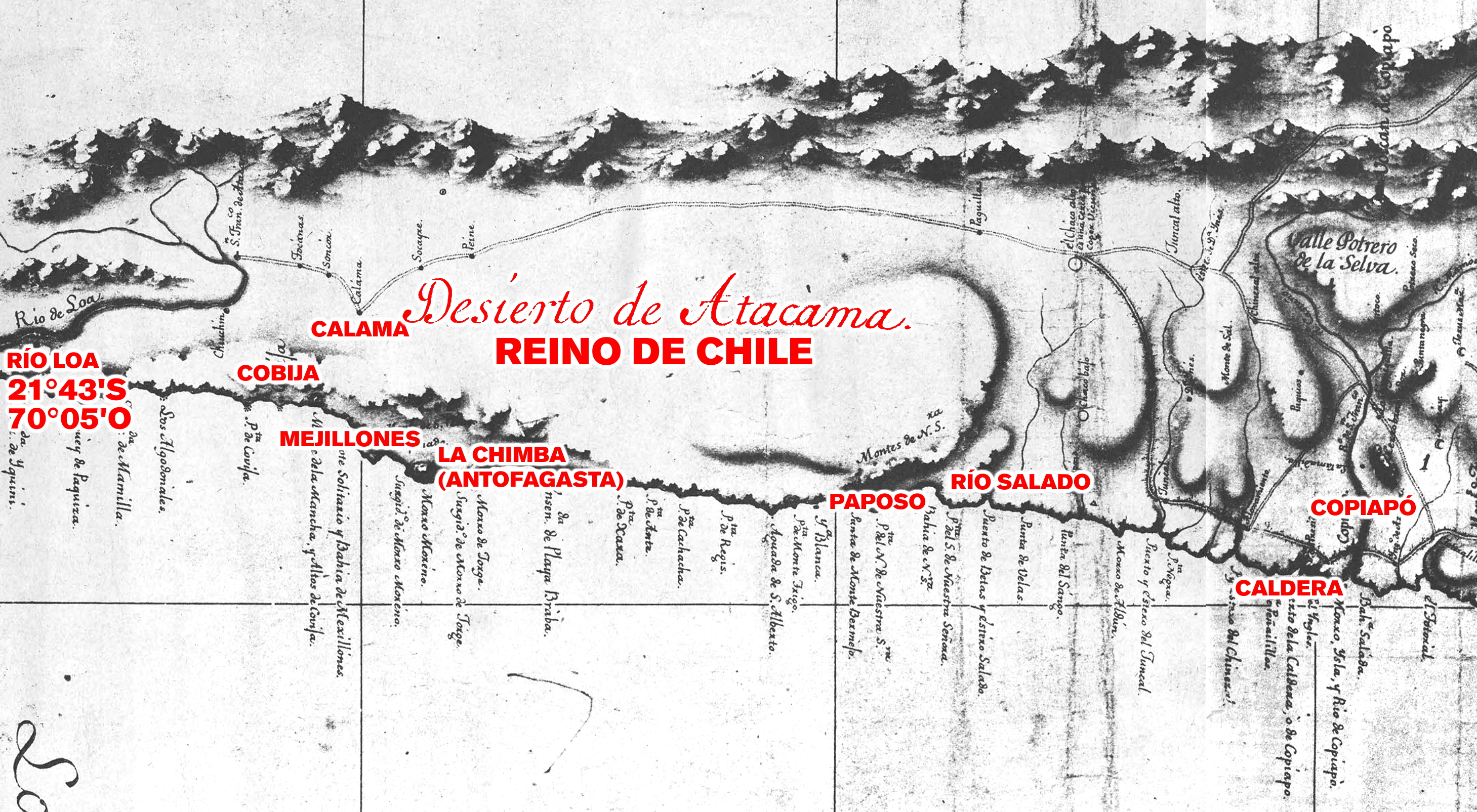
Mapa de Andrés Baleato, de 1793 mostrando el límite entre Chile y Perú en el río Loa.

El agreste clima obstaculizó el establecimiento masivo de los españoles en la zona, pero no les impidió marcar su soberanía; en lo civil, a través de la creación del corregimiento de Atacama, y en lo religioso con las diversas parroquias y capillas que hoy exhiben al turista sus característicos campanarios; ambos sistemas dependientes de la Real Audiencia de Charcas. En el mapa de Andrés Baleato de 1793 aparece Chiu Chiu con el nombre de San Francisco de Atacama dentro de la jurisdicción del corregimiento de Copiapó de la Capitanía General de Chile.
Luego, las posteriores disputas territoriales entre Chile y Bolivia no contemplaban esta zona ni más allá de la precordillera, solo la posteriormente conocida como Pampa Salitrera y la costa.
El principal evento de esta época en la zona fue la Rebelión de Túpac Amaru II, que tuvo como caudillo local a Tomás Panire, quien murió ejecutado.

### Época Republicana

Disputa del desierto de Atacama entre Bolivia y Chile.

A pesar de los derechos que Chile heredó hasta el río Loa, en 1842 el presidente chileno Manuel Bulnes reclamó hasta la bahía de Mejillones, dejando que Bolivia ejerza soberanía sin contraposición entre el paralelo 21 y 23 sur, entre los cuales se encuentra el puerto de Cobija y se creó el departamento del Litoral.
Durante la guerra del Pacífico se produjo el combate de Tambillo el 6 de diciembre de 1879 mientras el grueso del Ejército chileno estaba en Tarapacá. En medio de aquel año belicoso, el 8 de octubre de 1879 fue redescubierta la imagen de Nuestra Señora de Guadalupe de Ayquina en aquel poblado, iniciándose el culto masivo a la que hoy es la patrona de la provincia de El Loa.
El poblado fue cedido a Chile con el Pacto de Tregua entre Bolivia y Chile de 1884 y perpetuamente con el Tratado de 1904.

## Galería

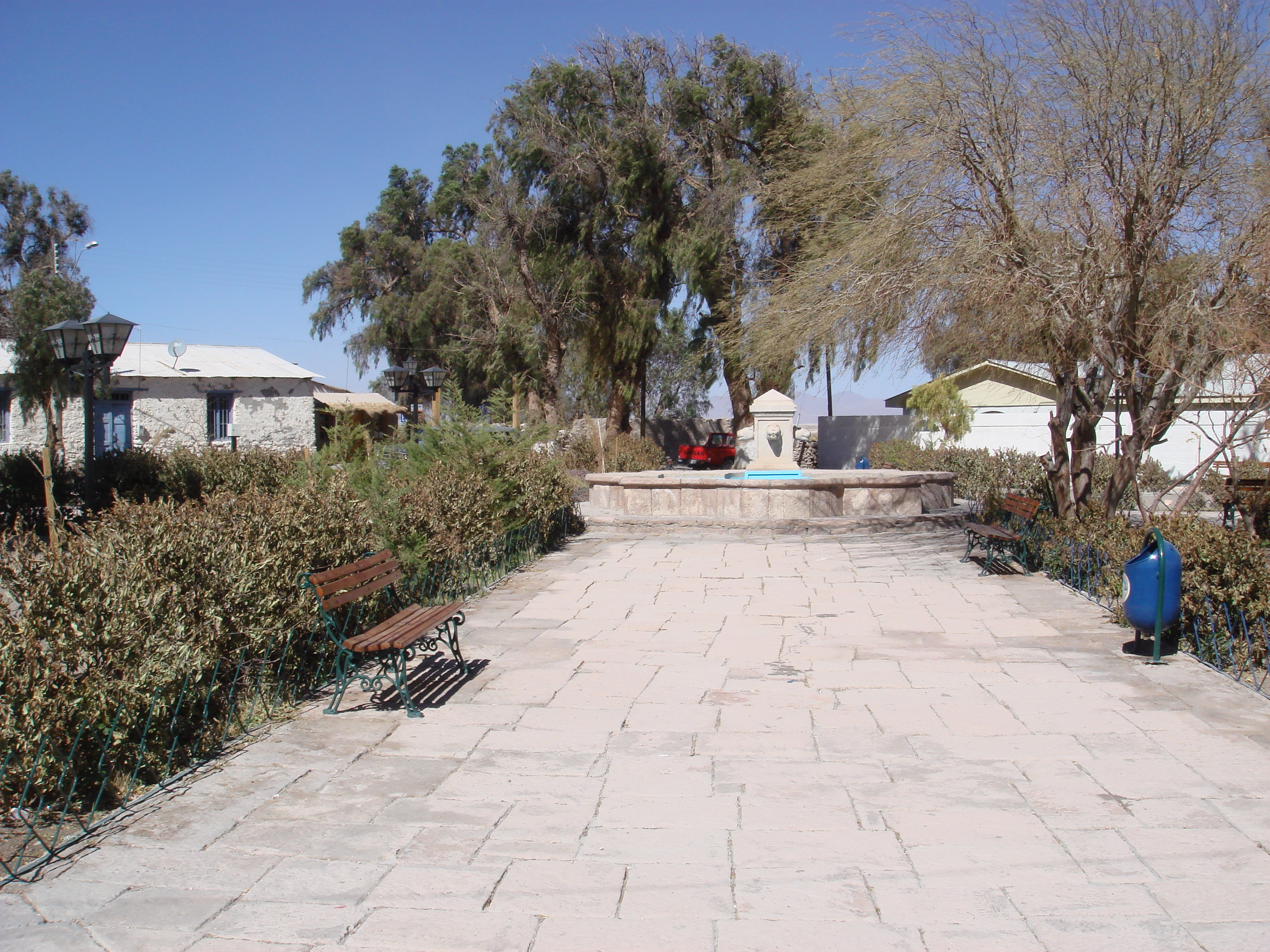
Plaza de la localidad.
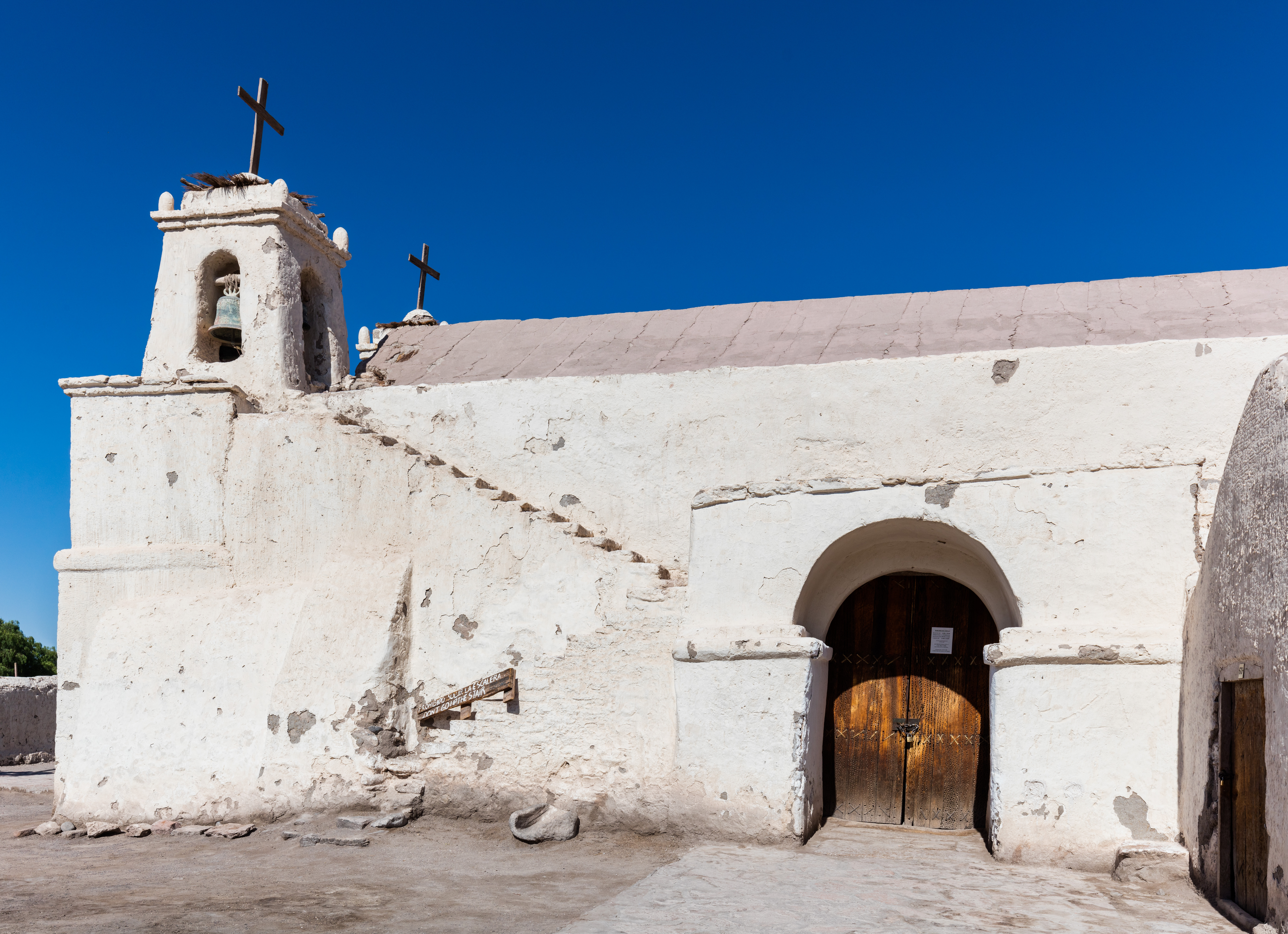
Vista lateral de la iglesia de San Francisco.
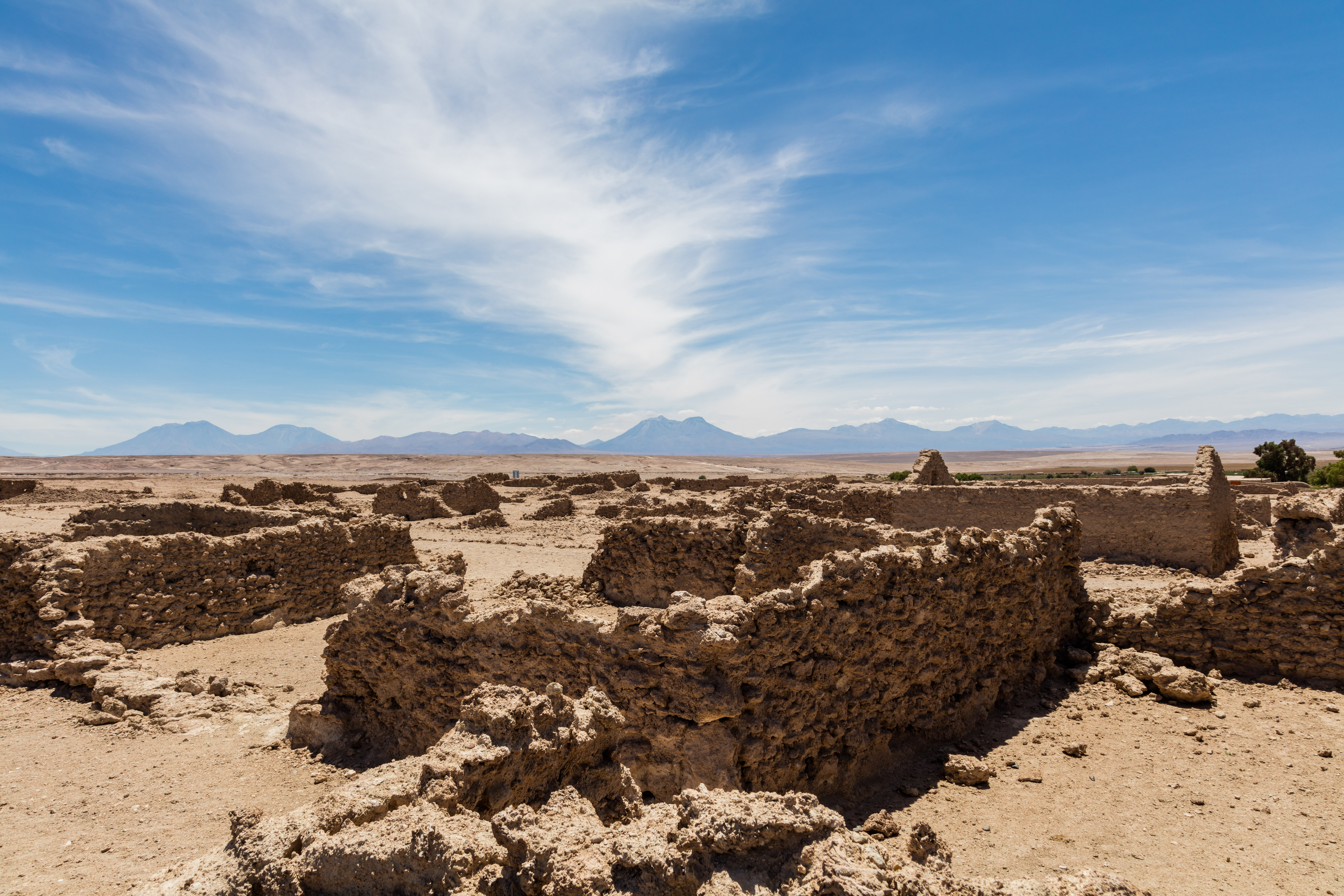
Pucará de Chiu Chiu.
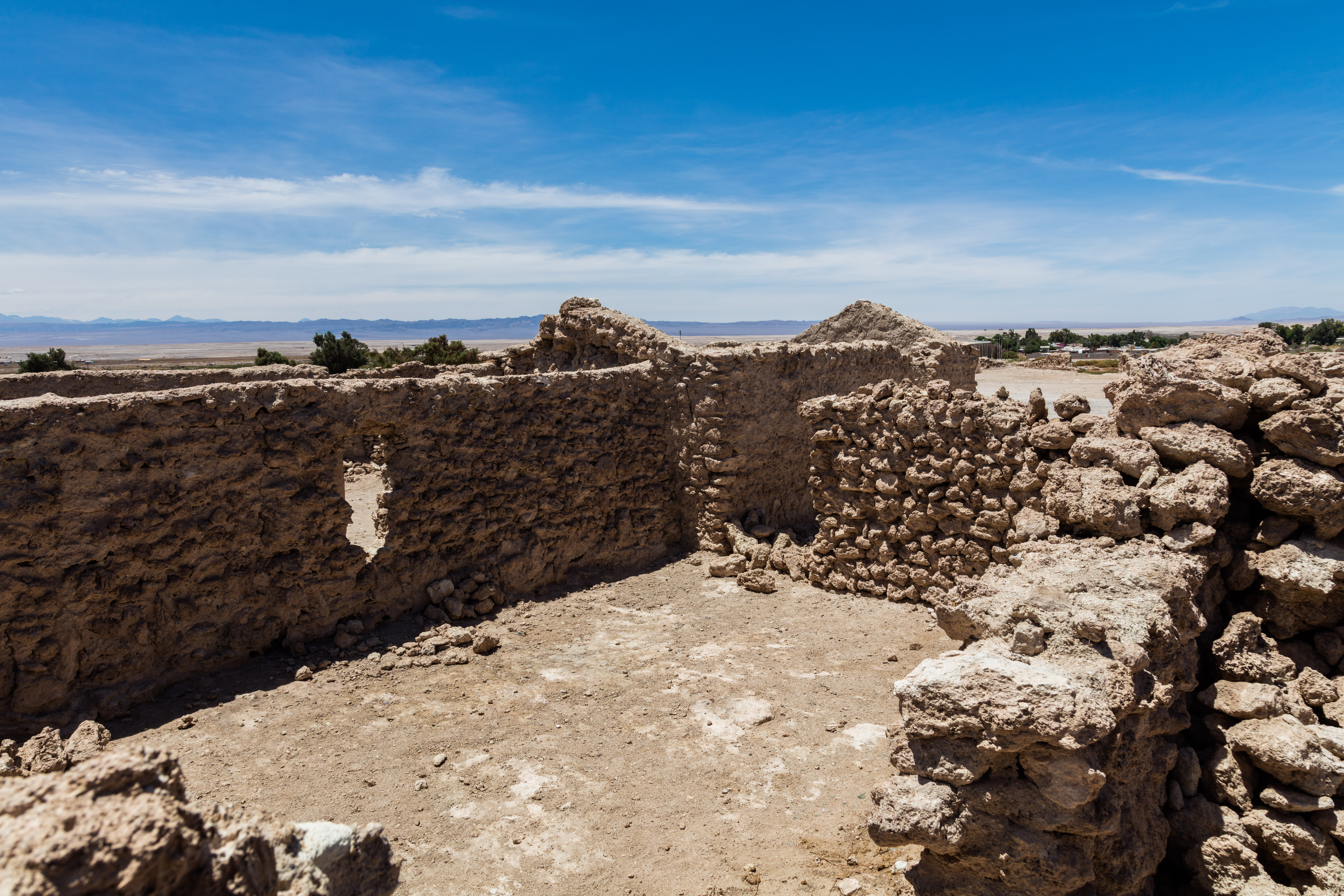
Otra vista de la pucará.